# جعبه آشیانه

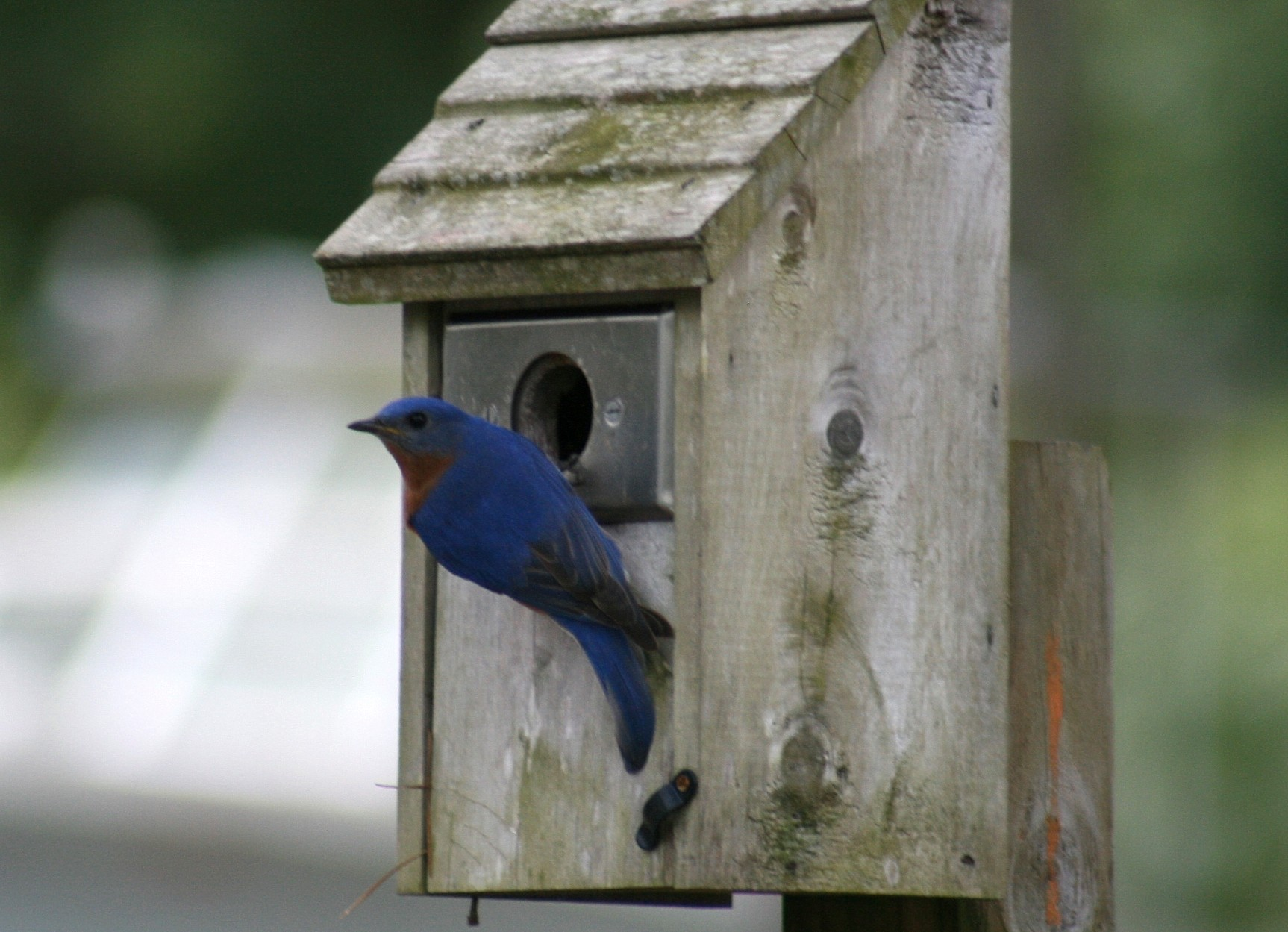
کبودمرغ شرقی در ورودی یک جعبه آشیانه‌ای

جعبه آشیانه، جعبه لانه یا جعبه آشیانه‌ای (به انگلیسی: Nest box) یا جعبه‌آشیانه (Nestbox)، محفظه‌ای است که توسط انسان ساخته شده است تا جانوران به‌ویژه پرندگان در آن آشیانه داشته باشند. جعبه‌های آشیانه‌ای بیشتر برای پرندگان مورد استفاده قرار می‌گیرند، در این صورت، به آنها خانهٔ پرنده یا جعبهٔ پرنده / جعبه‌پرنده نیز می‌گویند، اما برخی از گونه‌های پستانداران مانند خفاش‌ها نیز ممکن است از آنها استفاده کنند. قرار دادن جعبه‌های لانه یا جعبه‌های خواب نیز ممکن است برای کمک به حفظ جمعیت گونه‌های خاص در یک منطقه استفاده شود. جعبه آشیانه نوین توسط چارلز واترتون حفاظت‌گرای بریتانیایی در اوایل سدهٔ نوزدهم اختراع شد تا زندگی پرندگان و پرندگان وحشی بیشتری را در حفاظتگاه طبیعی که او در املاک خود ساخته بود، تشویق کند. جعبه‌های آشیانه سنتی از دوران باستان در بسیاری از تمدن‌ها وجود داشته است.

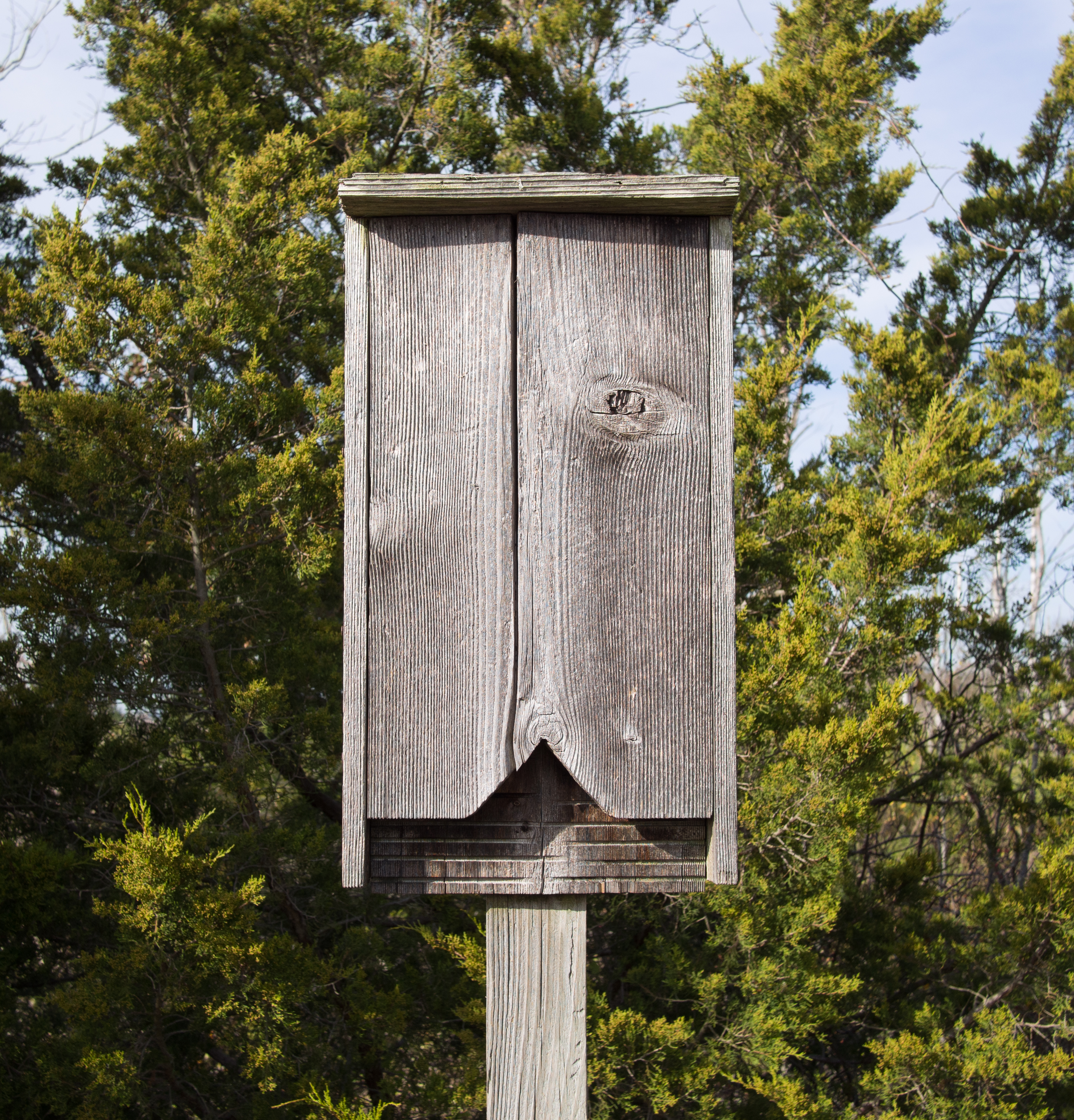
یک جعبه خفاش نمادین که به یک تیرک چسبانده شده است

جعبه‌های آشیانه توجه بیشتری را به خود جلب می‌کنند زیرا افزایش صنعتی شدن، رشد شهری، روش‌های نوین ساخت‌وساز، جنگل‌زدایی و دیگر فعالیت‌های انسانی از اواسط سدهٔ بیستم سبب کاهش شدید زیستگاه‌های طبیعی پرندگان شده و مانعی برای تولیدمثل کرده است. جعبه‌های آشیانه می‌توانند به جلوگیری از انقراض پرندگان کمک کنند، همان‌طور که دربارهٔ ماکائوهای سرخ‌فام در آمازون پرو نشان داده شد.